# Eel Pie Studios
Eel Pie Recording Studioes var faktisk ikke stedfæstet på Themsens ø Eel Pie, men derimod på fastlandet i Ranelagh Drive ved Twickenham Bridge. De var hjemsted for et utal af store rock og pop indspilninger.[kilde mangler]
| Musik | Spire Denne musikartikel er en spire som bør udbygges. Du er velkommen til at hjælpe Wikipedia ved at udvide den. |

51°27′44″N 0°19′09″V / 51.4623°N 0.3192°V